# Liparetrus cantrelli
Liparetrus cantrelli är en skalbaggsart som beskrevs av Britton 1980. Liparetrus cantrelli ingår i släktet Liparetrus och familjen Melolonthidae. Inga underarter finns listade i Catalogue of Life.